# Église Saint-Pierre d'Archennes
Pour les articles homonymes, voir Église Saint-Pierre.
L'église Saint-Pierre d'Archennes est une église paroissiale de style néogothique située dans le village d'Archennes dans la commune de Grez-Doiceau dans la province du Brabant wallon en Belgique. Le bâtiment actuel date du XIXe siècle et fut restauré en 1957. Il remplace un édifice antérieur datant du XVIIe siècle.

## Historique
L'église Saint-Pierre d'Archennes relevait du diocèse de Liège avant de passer à l'archidiocèse de Malines dès le milieu du XVIe siècle. Ce furent les chanoines prémontrés de l'abbaye de Parc à Heverlee qui y exercèrent le ministère pastoral et ce depuis le XIIIe siècle jusqu'en 1833. Au XVIIe siècle, l'église était en mauvais état et des restaurations furent menées en 1657 ainsi qu'en 1663, année où le chœur fut restauré.
C'est en février 1863 qu'un arrêté royal autorise la reconstruction de l'église. Les travaux, sous la direction de l'architecte François Durlet, débutèrent en juin de cette même année grâce à des subsides ainsi que de nombreuses donations privées. Le presbytère fut également construit à cette époque par l'architecte E. Coulon. Un siècle plus tard, l'église subit des dommages durant la seconde guerre mondiale, c'est pourquoi elle fut l'objet de restaurations en 1957 ainsi qu'en 1997. Elle abriterait une relique de St-Ghislain, héritée de l'abbaye de Florival. Dans le cimetière entourant l'église, deux monuments notables sont présents: une dalle funéraire de Joannes Gerebradus Frederix Antwerpensis (1721) et le monument néogothique de la famille Oldenhove (v. 1880), situé sur la face externe du bras de transept nord. Un monument dédié aux soldats tombés lors des deux guerres mondiales est également présent à l'entrée du cimetière.

## Description
L'édifice, de plan cruciforme, est majoritairement réalisé en briques, comporte des éléments de calcaire gréseux blanc et est entouré d'un cimetière délimité de la route par un mur de briques ainsi que d'une grille fleurdelisée. Son abside est flanquée de deux sacristies. Il possède également un clocher terminé par une flèche, dont la tour arbore des horloges.
Les vitraux furent dessinés par F. Crickx et réalisés par Colruyt après la seconde guerre mondiale.
L'intérieur fut repeint en jaune et blanc lors de la restauration de 1997.

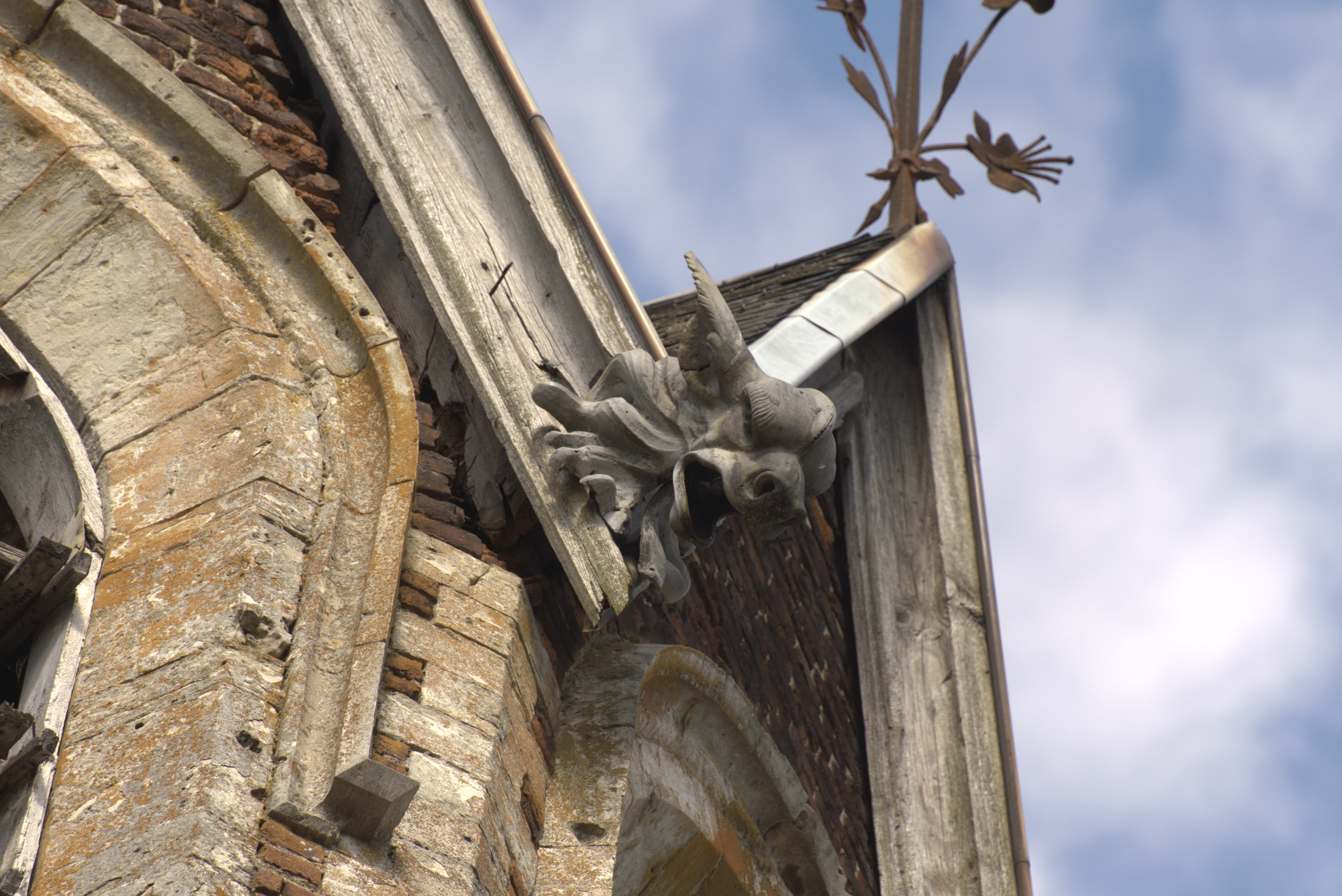
Une des gargouilles du clocher.

## Mobilier
Voici une liste du mobilier notable que l'on peut trouver dans l'édifice :
- L'intérieur est doté de fonts baptismaux romans en calcaire de Meuse datant de la fin du XIIe siècle - début XIIIe siècle.
- Deux statues de saint Pierre et saint Paul en chêne décapé datant de 1540.
- Deux tableaux de style renaissance et une peinture de la fin du XVIIème siècle signée d'un des frères Breydel représentant l'assomption de la vierge.
- Une partie d'un banc de communion datant de 1771.
- Une statue de saint-Ghislain en bois polychrome du XVIIIe siècle.
- Un lutrin-aigle en laiton datant de 1851.
- L'autel principal néo-gothique en chêne, dessiné par l'architecte François Durlet en 1864.
- Un orgue datant de 1865 réalisé par Pierre-Hubert Anneessens (classé en 2001)[4].